# Łomnica (stacja kolejowa)
Łomnica – dawna stacja, obecnie przystanek kolejowy w Łomnicy w powiecie karkonoskim, w województwie dolnośląskim, w Polsce. W 1932 dokonano elektryfikacji prądem zmiennym o napięciu 16 kV i częstotliwości 16,6(6) Hz. W 1945 zlikwidowano sieć trakcyjną. Ostatecznie ruch został zamknięty w 2005 dla pociągów pasażerskich, a w 2007 dla pociągów towarowych.